# 韩德让
韓德讓（941年—1011年），字致堯，契丹名耶律隆运、兴宁·尧哥。出生于辽代世侯大族，祖籍河北玉田，辽朝大臣，政治家。

## 生平
韩德让的爷爷韩知古是被掳掠去辽国的汉人，后在辽国官至中书令。韩德让之父韩匡嗣是辽国的南京留守，卒于西南面招讨使任上，封秦王。
韩德让在辽景宗时任东京供奉官，后逐渐升迁至权知南京留守事，成为一方权臣。乾亨元年（979年），韩在南京幽都府抗击北宋入侵，因功授辽兴军节度使。后入朝为南院枢密使，成为汉臣中权势最大者，時年38歲。
辽圣宗即位后，萧太后摄政，命韩德让负责宿卫。统和三年（985年），韩德让（44歲）兼政事令，进入辽国决策核心，对稳定圣宗初年的政局起了重要作用。次年，韩率军击败北宋北伐的曹彬和米信部队，被封楚国公，旋即进封楚王。
统和十二年（994年），韩(53歲)任为北府宰相兼领枢密使，不久又兼北院枢密使，拜大丞相，封齐王。此时韩总理北南两院枢密院，集辽、汉军政大权于一身。統和十九年(60歲)並赐其名“德昌”，澶渊之盟后，韩徙封晋国王，赐遼國國姓耶律，位在亲王之上，且出宮籍，改隸横帳季父房，並賜丹書鐵券，統和二十八年再賜名隆運(69歲)，统和二十九年（1011年）随辽圣宗出征高丽，在军中去世，追赠尚书令，谥文忠，建廟於乾陵側（乾陵為遼景宗與蕭太后合葬的陵墓），享年70歲。
韩德让最為後世熟知的便是他與蕭太后之間的感情關係，他身为汉人，却成为萧太后摄政时宠遇最厚、权势最大的人物。据说萧太后曾对其说“吾常许嫁子，愿谐旧好，则幼主当国，亦汝子也”（《事实类苑》 卷七十七安边御寇），兩人食則同桌，寢則同帳，出入都在一起，毫不避諱，而辽圣宗也“至父事之”，賜以幾杖，入朝不拜，上殿不趨，左右護衛特置百人。同天子儀（依遼國制度，只有天子才有資格置護衛百人），並賜他一座與皇帝宮帳斡鲁朵規格相當的文忠王府，遼朝歷時兩百多年，能擁有斡鲁朵的臣子唯有韓德讓一人，韓德讓病重時，遼聖宗與皇后蕭菩薩哥走遍各山川禱告，遍請名醫為他治療，更親自在床前侍奉湯藥，朝夕不離左右，（遼史耶律隆運傳，契丹國志）又有野史路振《乘轺录》记载蕭綽派人秘密毒殺韓德讓的妻子李氏；因此后世又传说萧太后和韩德让实已结为夫妻。路振更称韩德让于998年前后与萧太后生有一子楚王，而自己1008年正好出使辽朝，此子正十余岁，见过两次，相貌也与韩德让相似。蒋金玲《路振〈乘轺录〉所记“韩氏子”考辨》认为，韩德让无子，萧太后46岁尚能生子的可能性也不大，当时也无处于该年龄段的辽朝皇子，只可能是韩氏一族的后辈，并进而考证出路振所见的孩童当为998年出生的韩德让侄孙韩涤鲁（耶律宗福）。
由於韓德讓無子，遼聖宗陸續將弟弟耶律隆祐的兩個兒子宗業與宗范過繼給他为嗣，但兩人卻都無後，因此在遼道宗清寧三年，又以魏王贴不（宗熙）之子耶鲁為嗣；天祚立，又以皇子敖鲁斡为嗣。

## 影視形象
- 1995年电视剧《契丹肖太后》：杨凡飾演
- 1995年电影《大辽太后》：杨凡飾演
- 2009年电视剧《千秋太后》：李珍雨飾演
- 2020年电视剧《燕雲台》：竇驍飾演
- 2021年电视剧《大宋宮詞》：徐向东飾演

### 書目
- 《遼史》 （卷82）

### 引用
1. 1 2  《故經天緯地匡時致主霸國功臣樞密使開府儀同三司大丞相兼政事令晉國王食邑二萬戶食實封陸阡戶贈尚書令諡文忠漆水耶律王墓誌銘并序》
2. ↑  司伟伟, 万雄飞, 刘昌,等. 辽宁北镇市辽代韩德让墓的发掘[J]. 考古, 2020(4).